# Icelus cataphractus
Icelus cataphractus är en fiskart som först beskrevs av Pavlenko, 1910.  Icelus cataphractus ingår i släktet Icelus och familjen simpor. Inga underarter finns listade i Catalogue of Life.